# Música neorromántica
El neorromanticismo es una corriente compositiva contemporánea que desarrolla estructuras compositivas de finales del romanticismo pero con nuevos elementos musicales.
Entre los compositores más destacados de esta corriente se encuentran George Rochberg, que se inició componiendo música serial, Nicholas Maw y David Del Tredici. Una obra notable del período es la Primera sinfonía de John Corigliano.
- Datos: Q1901958